# Matti Larsson
Matti Larsson, född 1967, är VD på Nyhetsbyrån Siren sedan 2001. Skrev tillsammans med journalisten Lasse Wierup Svensk Maffia - en kartläggning av den organiserade brottsligheten (Norstedts 2007) och Svensk Maffia - fortsättningen (Reporto 2010). Guldspadenominerad 2008. Hedersomnämnande år 2011 av Föreningen Grävande Journalister för Sirens politiska bevakning inför valet 2010. Nominerad till Stora journalistpriset 2017 för Nyhetsbyråns satsning på robotjournalistik.